# Otto von Schirach
Otto von Schirach (* 1978 in Miami, Florida) ist ein US-amerikanischer IDM- und Breakcore-Musiker. Er veröffentlicht ebenfalls unter den Pseudonymen Blotto Von Crack Rock, Docnuke.com, El Santo, Otto Von Exxon, Otto Von Schitpiss und Otto Von Xerox. Otto von Schirach ist Mitglied der Musikgruppe Megadebt.

## Lebenslauf
Otto von Schirach wuchs im US-Staat Florida auf und hat deutsche und kubanische Wurzeln.
Sein Musikstil ist der Dance Music, einem Untergenre der elektronischen Musik, zuzuordnen. Dabei greift er Einflüssen aus Genres wie Grindcore, Industrial, Miami Bass, Death Metal, Noise, Musique concrète und Digital Hardcore. Auch Funk- und House-Elemente sind in seinen Produktionen zu finden.
Von Schirach veröffentlichte bereits auf den Labels Schematic, Mike Pattons Label Ipecac, Detroit Underground, BPitch Control, Addict Records, Beta Bodega und PRSPCT Records.

## Diskografie (Auswahl)

### Alben
- 2001: 8000 B.C. (Schematic)
- 2001: Escalo Frio (Schematic)
- 2003: Chopped Zombie Fungus  (Schematic)
- 2004: Global Speaker Fisting (Schematic)
- 2005: Armpit Buffet (Schematic)
- 2006: Maxipad Detention (Ipecac Recordings)
- 2007: Spine Serpents From Sperm Island (Palm Tree Snuff)
- 2008: Oozing Bass Spasms (Cock Rock Disco)
- 2009: Magic Triangle (Sub-Conscious Communications)
- 2012: Supermeng (Monkeytown Records)

### Singles und EPs
- 2002: Boombonic Plague (Schematic)
- 2002: Chopped Zombie Fungus Vol 2 Pelican Moondance (Schematic)
- 2003: Sduisant Lollipop / Swimming Is Great If You Aren't Drowning (Imputor?)
- 2003: El Golpe Avisa (Rice And Beans)
- 2006: Pukology (Imputor?)
- 2009: Bass Low / Bass Galactica 8 (Basshead)
- 2018: Draculo (Monkeytown)